# Molopo
Molopo was een gemeente in het Zuid-Afrikaanse district Dr Ruth Segomotsi Mompati.
Molopo ligt in de provincie Noordwest en telde in 2001 8449 inwoners. In 2011 werd de gemeente samengevoegd met Kagisano tot de nieuwe gemeente Kagisano-Molopo.